# Supershine
Supershine er en dansk pop/rockgruppe, der i 2009 udgav debutsinglen Heartbeats. Den har ligeledes udgivet en officiel video The Ones Who Never Live i 2011. 